# Alaniawas
Alaniawas fou un principat de l'Índia, al Jodhpur (Rajputana) del qual era un feu o jagir. Estava format per quatre pobles.
El feu fou concedit el 1708 al noble Kalyan Singh dels rajpur rathor del clan mertia pels maharaja de Jodhpur. La successió es va trencar el 1888 però Sheo Singh (nascut el 1883), de la família Jalsu, la va recollir per adopció. També per adopció el va succeir Amar Singh (nascut el 1899). El seu fill Khrishna Singh fou el següent thakur en títol i va morir el 22 de juny de 2002 quan el va succeir el seu fill Yagya Naratan Singh (nascut 1949).